# Podborze (Litwa)
Podborze (lit. Pabarė) − wieś na Litwie, w rejonie solecznickim, położona w Puszczy Rudnickiej, 21 km na zachód od Solecznik, zamieszkana przez 395 ludzi. Przed II wojną światową w Polsce, w powiecie lidzkim województwa nowogródzkiego.
Etymologia ludowa nazwy wsi:
- z języka polskiego (Słownik PWN) Bór – duży, gęsty, stary las iglasty, Podborze – pod borem (nawiązując do położenia w Puszczy Rudnickiej)
- z języka litewskiego
1. (Słownik litewsko – polski Mokslas 1991) Pabárti (pábara,pábarė – zganić, pokrzyczeć, dać naganę)
2. Baras (połać; przenośnie – pole, dziedzina)
3. (Čekų – lietuvių kalbų žodynas A. Piročkinas 2004) Báras (pás, pole, pasmo – Pabarė – Pod polem, Przed polem, Przy polu, Polano, Las)

Przy ulicy Ipolito Jundzilo 32 znajduje się Szkoła podstawowa, w której nauczanie prowadzone jest w języku polskim. W roku szkolnym 2023/24 uczęszczało do niej 69 uczniów. Dyrektorem placówki jest Halina Molis. Szkołę założono w 1964 roku.